# Paul Wittich
Paul Wittich (22. listopadu 1877 Malý Diosek – 13. května 1957 Bratislava) byl československý politik německé národnosti a meziválečný poslanec Národního shromáždění za Maďarsko-německou sociálně demokratickou stranu, později za Německou sociálně demokratickou stranu dělnickou v ČSR.

## Biografie
Vyučil se zámečníkem. Pak odešel jako dělník do Německa. Po roce 1900 se vrátil do vlasti. Byl redaktorem a úředníkem nemocenské pokladny v Prešpurku. Podle údajů k roku 1920 byl profesí úředníkem v Bratislavě.
Už počátkem 20. století patřil mezi hlavní předáky sociálně demokratického a dělnického hnutí v tehdejším Prešpurku. V měsících po vzniku ČSR byl předsedou dělnické a rolnické rady v Prešpurku a v této funkci vyjednával s příchozími československými jednotkami a úřady (Vavro Šrobár). V parlamentních volbách v roce 1920 získal mandát v Národním shromáždění. Mandát získal za maďarsko-německé sociální demokraty. Poté, co se tato strana po rozkolu v sociálně demokratickém hnutí v letech 1920-1921 (vznik Komunistické strany Československa) prakticky rozpadla, přešel roku 1924 do poslaneckého klubu německé sociální demokracie, která dosud působila jen v českých zemích.
Na posledním sjezdu DSAP v březnu 1938 byl zvolen náhradníkem předsednictva strany. Po roce 1945 zůstal v Československu, později žil opět v Bratislavě, kde roku 1957 zemřel.